# Homogreffes décellularisées
Les homogreffes décellularisées sont des valves cardiaques humaines qui ont été modifiées par ingénierie cellulaire. Plusieurs techniques existent pour une décellularisation dont une majorité sont basées sur de protocoles de détergents ou des protocoles enzymatiques qui visent à éliminer toutes les cellules du donneur tout en conservant les propriétés mécaniques de la matrice restante.

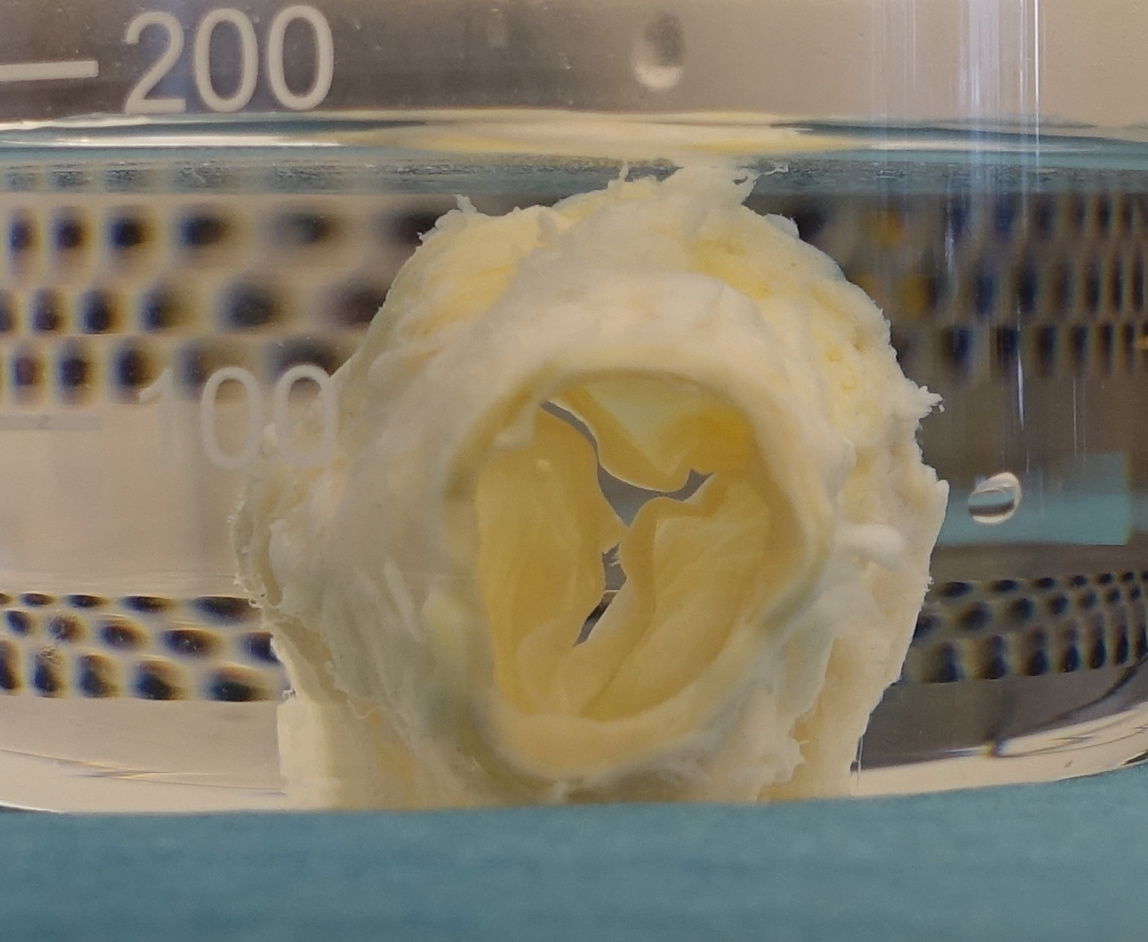
Les homogreffes décellularisées

## Historique
La maladie aortique affecte la valve entre le ventricule gauche et l'aorte, et peut se manifester à la naissance car d’origine congénitale ou être causée par d'autres facteurs. Une option est le remplacement de la valve aortique par une valve mécanique. Ceci, cependant, nécessite un traitement anticoagulant stricte pour éviter thromboembolie cérébrale. Ces anticoagulants entraînent  un risque d’épisodes de saignements graves, qui affectent à la fois les activités professionnelles et de loisirs. C’est pourquoi la majorité des patients optent contre les valves mécaniques. Une deuxième option est les prothèses biologiques, valves cardiaques péricardiques d'origine animale (valves xénogéniques). Cependant, en particulier pour les jeunes patients, il a été trouvé que les valves xénogéniques n’offrent une durabilité satisfaisante; une dégénérescence de la valve peut se produire déjà après quelques mois. Une troisième option est l’opération dite de Ross: il s’agit d’une intervention chirurgicale extensive dans laquelle la valve aortique malade est remplacée par la valve pulmonaire du patient (autogreffe),. La valve pulmonaire doit alors être remplacée par une prothèse valvulaire. L’inconvénient de ce procédé est qu'il peut souvent aboutir à une double maladie valvulaire cardiaque, car presque toutes les autogreffes sont affaiblies par une dilatation progressive à long terme, et la prothèse valvulaire, souvent une homogreffe cryopréservée classique, est soumise à la même vitesse de dégénérescence que toutes les bioprothèses. Ceci peut conduire de fréquentes réinterventions entraînant un taux de mortalité considérablement plus élevé à cause des adhésions post opératoires.

## Concept d’ingenierie tissulaire
Le manque de prothèses valvulaires durables pour les jeunes patients a mené la recherche d’approches en ingénierie tissulaire pour le remplacement valvulaire. Les concepts actuels d'ingénierie tissulaire sont basés sur des échafaudages de polymères biologiques ou artificiels, dérivés de tissus humains (allogénique) ou tissus animaux (xénogéniques). Bien que plus facilement disponibles, des cas d’échecs dramatiques ont été reportés lors de l'utilisation de matrices xénogéniques chez des enfants, rendant sceptique leur application. Les concepts de valve cardiaque complètement artificielle issue de l’ingénierie tissulaire sont actuellement en développement et résoudraient le problème des demandes cliniques non satisfaites, tel que la disponibilité permanente de diamètres et longueurs différentes. Ces concepts ont montré de bons résultats dans la réalisation technique de la production de conduit polymère et ont été utilisés avec succès pour l’ensemencement, in vitro et in vivo, de différentes lignées cellulaires (souches). Cependant, les essais précliniques à long terme testés dans des modèles animaux doivent encore livrer des résultats satisfaisants car l’absence de fonction mécanique conduit à un échec précoce de la fonction valvulaire.

## Homogreffes classiques
Le remplacement de la valve aortique par une homogreffe a été réalisé pour la première fois, il y a plus de 50 ans, le 24 juillet 1962 par Donald Ross à l'Hôpital Guy's, à Londres. Elle a été signalée par la suite dans différentes études, ou encore différentes procédures, comme par exemple la procédure Ross. Le remplacement de la valve aortique avec des homogreffes cryopréservées conventionnelles n’est actuellement effectué que dans environ 3 % de l’ensemble des patients et généralement pour traiter des endocardites aortiques aigües .Une calcification sévère est fréquente sur les homogreffes classiques cryopréservées. C'est la principale raison de son utilisation restreinte, bien que les directives actuelles préconisent les homogreffes comme une alternative valable pour les jeunes patients nécessitant une reconstruction anatomique des voies de sortie.

## Homogreffes (allogreffes) aortiques décellularisées
Les homogreffes (allogreffes) aortiques décellularisées (HAD) pour le remplacement valvulaire aortique et les homogreffes (allogreffes) pulmonaires décellularisées (HPD) pour le remplacement valvulaire pulmonaire ont été développées par différents groupes et sociétés cette dernière décennie. Les HPD ont été implantées cliniquement depuis 2002 chez des patients pédiatriques et ont montré d’excellents résultats cliniques à court et moyen terme, défiant les homogreffes cryopréservées classiques comme le « standard en or » pour le remplacement de la valve pulmonaire dans les cas de maladie congénitale.
Les HAD développées à la Medical school de Hannover (MHH) ont montré une stabilité mécanique suffisante pour la circulation systémique avec le plus haut degré d’élimination d’antigène et ont été validées à long terme dans les modèles animaux. Aucune dilatation n’a été observée à différents niveaux tels que plan de l’anneau valvulaire, dans les sinus et au niveau de la jonction sino-tubulaire. La performance hémodynamique en termes de surface d’orifice effectif de la HAD était remarquable par rapport à tous les autres options et aucune calcification de la HAD n’a été observé jusque maintenant,. Dans les rares cas où une longue homogreffe valvulaire a été implantée à cause d’une dilatation simultanée de l’aorte ascendante, aucune dilatation de l’homogreffe n’a également été observée,.
Deux essais cliniques financés par l'Union européenne sont actuellement en cours pour une évaluation supplémentaire de cette nouvelle approche.